# Kōya Ogata
Kōya Ogata (* ca. 1915 in Japan; † unbekannt) war ein japanischer Karambolagespieler in den Disziplinen Cadre und Dreiband.

## Karriere
Es ist wenig über Ogata bekannt. Er begann seine Karriere mit den klassischen Disziplinen Freien Partie und Cadre, spielte später Penthatlon (Freie Partie, Cadre (2 Varianten), Einband und Dreiband) und blieb dann beim Dreiband. Er war 1965 der erste asiatischer Spieler, der an den Dreiband-Weltmeisterschaften teilnahm. Er konnte gleich eine Bronzemedaille gewinnen und musste sich nur dem Belgier Raymond Ceulemans und Johann Scherz aus Österreich geschlagen geben, spielte aber den Turnierrekord von 13 in der Höchstserie (HS). 1966 blieb ihm nur der undankbare 4. Platz, 1968 in Düren und 1969, vor heimischem Publikum in Tokio, nahm er erneut teil und wurde, jeweils von Ceulamans geschlagen, Vizeweltmeister.
Ogata nahm 1967 erstmals dann auch an den Cadre-47/2-Weltmeisterschaften teil, wurde aber nur Achter, bei seiner erneuten Teilnahme 1973 kam er als Vorletzter auf Platz 7.
1949 wurde Ogata erstmals Japanischer Dreiband-Meister mit einem Generaldurchschnitt (GD) von 0,856. Bis 1968 holte er sich diesen Titel insgesamt 15 Mal und wurde dann von Nobuaki Kobayashi abgelöst.

## Erfolge
- Dreiband-Weltmeisterschaft:  1968, 1969  1965
- Japanische Dreiband-Meisterschaft:  1949 (2 ×), 1951, 1953–1959, 1961, 1962, 1965, 1966, 1968

Quellen: 